# Gillöga
Gillöga est un groupe d'îles de l'archipel de Stockholm en Suède,,,.

## Géographie
Gillöga est situé entre Stora Nassa et Svenska Högarna dans le Gillögafjärden.
L'archipel est constitué d'un grand nombre d'îles basses dont la hauteur moyenne est inférieure à 4 mètres.
Pour l'essentiel, il n'y a pas de végétation dense, seuls quelques sorbiers et bouleaux s'élèvent dans le paysage.
L'île de Gräsharan, qui possède une gorge avec une végétation dense de trembles, de saules et de sorbiers, est une exception.
Le seul village se compose de petits chalets près du détroit entre Västerskär et Österskär, qui sont les plus grandes îles de Gillöga.
Les autres îles sont Gillöga-Storskär, Lillskär, Jönsen et Gräsharan.
Les eaux sont peu profondes et difficiles à naviguer, en particulier du côté sud où la profondeur de l'eau dépasse rarement 2 mètres.
Le détroit entre Västerskär et Österskär est presque entièrement dragué, il ne reste qu'un chenal très étroit.

## Faune
Gillöga possède de nombreuses baies peu profondes, parfaites pour les échassiers.
Les échassiers tels que les charadriidés, le chevalier gambette, le chevalier sylvain et le chevalier aboyeur y prospèrent,.
Dans un petit entre Västerkär et Österskär, niche une colonie de guillemots à miroir qui sont habitués aux visiteurs.
Les grenouilles et les tritons vivent dans le bassin rocheux d'Österskär.
À l'exception de visites occasionnelles de rennes, les campagnols sont les seuls mammifères de Gillöga.

## Écrits
Gillöga a été décrit, entre autres, par Roland Svensson et Sven Barthel.
L'histoire de la pêche dans l'archipel de Gillöga remonte loin dans le temps, jusqu'à la pêche dans le port de la couronne au Moyen Âge.